# فرودگاه گوندا
فرودگاه گوندا (به انگلیسی: Gounda Airport) یک فرودگاه همگانی با کد یاتا GDA است که یک باند فرود خاک رس دارد و طول باند آن ۱۱۸۸ متر است. این فرودگاه در کشور جمهوری آفریقای مرکزی قرار دارد و در ارتفاع ۴۶۰ متری از سطح دریا واقع شده‌است.